# Herbert-Ernst Vahl
Herbert-Ernst Karl Vahl (Posen, 9 oktober 1896 - Thessaloniki, 22 juli 1944) was een Duitse officier en SS-Brigadeführer en Generalmajor in de Waffen-SS tijdens de Tweede Wereldoorlog. Hij voerde het commando over de 2. SS-Panzer-Division Das Reich en de 4. SS-Polizei-Panzergrenadier-Division.

## Leven
Op 9 oktober 1896 werd Herbert-Ernst Karl Vahl geboren in Posen. 

### Eerste Wereldoorlog
Op 8 augustus 1914 meldde hij zich als Kriegsfreiwilliger aan in het Pruisische leger. Hij werd geplaatst in het Grenadier-Regiment „König Wilhelm I.“ (2. Westpreußisches) Nr. 7 en hij werd op 20 december 1914 bevorderd tot Gefreiter. Er volgde nog meerdere bevorderingen (zie carrière). Van 1915 tot 16 maart 1919 diende hij als regimentsadjudant in het 7./Westpreussische IR NR 155. Hij raakte gewond op 10 april 1917. Na zijn herstel werd Vahl als adjudant geplaatst in het Feld Rekruten Depot/10. ID.

### Interbellum
Na de Eerste Wereldoorlog werd Vahl overgenomen in de Reichsheer en werd op 5 juni 1919 geplaatst in het Reichswehr Schützen Rgt 9, dat onderdeel uit maakte de Reichswehr Brigade 5. Hij diende in dit onderdeel tot 15 mei 1920. Hierna werd Vahl overgeplaatst naar het Lehr Brigade Döberitz. Van 1 oktober 1921 tot 5 augustus 1922 zat hij op de infanterieschool in München. Als leraar werd Vahl ingezet in het 1./ Preussische Reitser Rgt, en gaf hij les in de lichte MG. Vanaf 1 april 1923 was hij geplaatst bij het Kraftfahr Abt 1, daar behaalde hij verschillende Führerscheine (rijbewijzen) voor Militärkrafhtfahrer Kl 3b (24 november 1923), Kl 2 (18 juli 1924) en Kl 1 (29 november 1924). Hierna werd Vahl ingezet als bataljonsadjudant van het Kraftfahr Abt 1.
Op 1 april 1925 werd hij bevorderd tot Oberleutnant. Hierna trouwde Vahl op 16 november 1926 met Maria Becker. Het echtpaar kreeg een dochter en drie zonen. Op 1 maart 1930 werd hij overgeplaatst naar het Sanitäts Abt 1, wat weer een onderdeel uit maakte van het 3. Preussische Sanitäts Abt wat gestationeerd in Berlijn was. Hij bekleedde deze functie tot 14 juli 1930. Op 11 oktober 1930 werd Vahl geplaatst bij het s.MG Ausbildung/Kraftfahr Abt 3 voor een opleiding om zijn lesbevoegdheid voor Militärkrafhtfahrer Kl 1 en Kl 2 te halen. Hierna volgde op 1 februari 1931 zijn bevordering tot Hauptmann, waarna hij op 15 februari 1931 zijn benoeming volgde tot commandant van de Technischen Abt (vrije vertaling: technische afdeling) van het Sanitäts Abt 9. Vanaf 7 juni 1931 werd hij als adjudant van de inspectie motorvoertuigen geplaatst in het Gruppenkommando 1. Op 1 augustus 1934 werd Vahl bevorderd tot Rittmeister. Hierna werd hij op 15 augustus 1934 gecommandeerd naar het Reiter Rgt 16 waar hij commandant van het 1./I./Reiter Rgt 16 werd. Op 1 november 1936 werd Vahl benoemd tot commandant van het 1./Kradschützen Btn 1. Hierna volgde zijn bevordering tot Major, waarna hij vanaf 1 december 1936 tot 30 juni 1938 chef van het Panzerregiment 29 was.
Op 10 november 1938 werd Vahl geplaatst bij de staf van het Gruppenkommando 4, waar hij als stafofficier voor de Heeresmotorisierung van het Generalkommando XV. Armee Korps (mot) (15e Gemotoriseerde Korps) werd ingezet. Op 1 februari 1939 werd hij bevorderd tot Oberstleutnant. 

### Tweede Wereldoorlog
Voor het begin van de Tweede Wereldoorlog werd hij gecommandeerd naar de Panzer-Abteilung 65 van de 6. Panzer-Division  (6e Pantserdivisie). Vahl werd onderscheiden met het Herhalingsgesp bij IJzeren Kruis 1939, 2e Klasse. Op 22 april 1940 werd Vahl benoemd tot commandant van de Panzer-Abteilung 101 (F) van het XXXIX Armee Korps (39e Pantserkorps). Hierna volgde zijn commando van de Panzer-Regiment 29  (Panzerregiment 29), wat onderdeel was van de 12. Panzer-Division  (12e Pantserdivisie). Vanaf 22 november tot 27 november 1941 voerde hij het bevel over de Gruppe Vahl, wat deel uit maakte van het XXXIX Armee Korps  (39e Pantserkorps). Op 13 december 1941 werd Vahl bevorderd tot Oberst. Hierna werd hij op 1 augustus 1942 geplaatst in het reserve van het OKH.
Schutzstaffel
Op 1 augustus 1942 werd Vahl lid van de Schutzstaffel en werd ingeschaald als een SS-Bewerber, waarna hij naar de Waffen-SS overgeplaatst werd, en op 18 augustus 1942 als SS-Staffelmann ingeschaald in de staf van het SS-General Kommando geplaatst werd. Op 25 augustus 1942 werd Vahl bevorderd tot SS-Standartenführer (kolonel). Na zijn bevordering werkte hij vanaf 22 oktober 1942 voor een korte periode met de Inspekteur d. Kraftfahrtruppen u. Kraftfahrkampftruppen  (vrije vertaling: inspecteur van de Motordiensttroepen en Motordienst Gevechtstroepen). Op 9 november 1942 werd Vahl benoemd tot commandant van het SS-Panzer-Regiment 2 „Das Reich“. Hierop volgde op 10 februari 1943 zijn bevordering tot SS-Oberführer. Op 10 februari 1943 werd hij benoemd tot commandant van de 2. SS-Panzer-Division Das Reich. Op 18 maart 1943 raakte hij gewond tijdens gevechten bij Belgorod. Na zijn herstel werd Vahl op 1 april 1943 bevorderd tot SS-Brigadeführer en Generalmajor in de Waffen-SS (brigadegeneraal). Hij werd in het reserve van het SS-Führungshauptamt (SS-FHA) geplaatst en kreeg op 1 juli 1943 de functie van Inspekteur der SS-Panzertruppen  (vrije vertaling: inspecteur van de SS-Pantsertroepen) in het SS-FHA. Deze functie voerde hij uit tot 5 juli 1944. Op 5 juli 1944 volgde zijn benoeming tot commandant van 4. SS-Polizei-Panzergrenadier-Division in Griekenland. Dit commando leidde hij tot zijn dood tijdens een auto-ongeluk met zijn stafauto in de buurt van de stad Larisa in Griekenland.
Vahl ligt begraven op de Duitse Oorlogsbegraafplaats Dionyssos-Rapendoza.

## Carrière
Vahl bekleedde verschillende rangen in zowel de Allgemeine-SS als Waffen-SS. De volgende tabel laat zien dat de bevorderingen niet synchroon liepen.
| Datum                               | Pruisische leger           | Reichsheer   | Heer           | Allgemeine-SS       | Waffen-SS                    |
| ----------------------------------- | -------------------------- | ------------ | -------------- | ------------------- | ---------------------------- |
| 8 augustus 1914:                    | Kriegsfreiwilliger         | —            | —              | —                   | —                            |
| 20 december 1914:                   | Gefreiter                  | —            | —              | —                   | —                            |
| 15 januari 1915:                    | Fahnenjunker-Unteroffizier | —            | —              | —                   | —                            |
| 24 januari 1915:                    | Fähnrich                   | —            | —              | —                   | —                            |
| 1 maart 1915:                       | Offizierstellvertreter     | —            | —              | —                   | —                            |
| 8 mei 1915 - 8 januari 1915:        | Leutnant                   | —            | —              | —                   | —                            |
| 1 april 1925:                       | —                          | Oberleutnant | —              | —                   | —                            |
| 1 februari 1931:                    | —                          | Hauptmann    | —              | —                   | —                            |
| 1 augustus 1934:                    | —                          | Rittmeister  | —              | —                   | —                            |
| 1 november 1936:                    | —                          | Major        | —              | —                   | —                            |
| 1 februari 1939:                    | —                          | —            | Oberstleutnant | —                   | —                            |
| 13 december 1941:                   | —                          | —            | Oberst         | —                   | —                            |
| 1 augustus 1942:                    | —                          | —            | —              | SS-Bewerber         | —                            |
| 18 augustus 1942:                   | —                          | —            | —              | SS-Staffelmann      | —                            |
| 1 augustus 1942 - 25 augustus 1942: | —                          | —            | —              | SS-Standartenführer | —                            |
| 10 februari 1943:                   | —                          | —            | —              | SS-Oberführer       | —                            |
| 1 april 1943:                       | —                          | —            | —              | SS-Brigadeführer    | Generalmajor in de Waffen-SS |

## Lidmaatschapsnummers
- NSDAP-nr.: geen lid[5]
- SS-nr.: 430349 (lid geworden 1 augustus 1942[5][2])

## Onderscheidingen
- Ridderkruis van het IJzeren Kruis op 31 maart 1943 als SS-Oberführer en Commandant van de 2. SS-Division „Das Reich“[8][2][9][3]
- Duits Kruis in goud op 17 november 1941 als Oberstleutnant en Commandant van het Panzer-Regiment 29/12. Panzer-Division[8][2][9][3]
- IJzeren Kruis 1914, 1e Klasse (30 april 1918[8][2][3]) en 2e Klasse (27 juni 1915[8][2][3])
- Gewondeninsigne 1918 in zwart op 8 augustus 1918[2][3]
- Erekruis voor Frontstrijders in de Wereldoorlog[8] in 1935[2]
- Herhalingsgesp bij IJzeren Kruis 1939, 1e Klasse (13 juli 1941[8][2]) en 2e Klasse (12 oktober 1940 - 2[3]/12 oktober 1939[8][2])
- Panzerkampfabzeichen in zilver op 21 juli 1941 als Oberstleutnant en Commandant van het Panzer-Regiment 29/12. Panzer-Division[2][3]